# 天和の大火
天和の大火（てんなのたいか）とは、天和2年旧暦12月28日（西暦換算1683年1月25日）に発生した江戸の大火である。28日正午ごろ駒込の大円寺から出火し、翌朝5時ごろまで延焼し続けた。死者は最大3500余と推定されている。　
お七火事（おしちかじ）ともいうが、八百屋お七はこの火事では被災者であり、のちに八百屋お七が放火した火事とは異なる。

## 八百屋お七
この大火により焼け出された江戸本郷の八百屋の一家は、檀那寺（この寺については諸説ある）に避難した。避難先の生活の中で八百屋の娘・八百屋お七は、寺の小姓と恋仲になる。やがて店が再建され、お七一家はその寺を引き払ったが、お七の寺小姓への想いは募るばかり。そこでもう一度火事が起きたらまた同じように寺にいけるかもしれない、と寺小姓に会いたい一心で自宅に放火した。火はすぐに消し止められぼやにとどまったが、お七は捕縛されて鈴ヶ森刑場で火炙りの刑に処せられた。このことから、天和の火災はお七火事とも呼ばれるようになった。

## 天和の大火を題材とした作品
- 井原西鶴『好色五人女』